# Nuria Ibáñez
Nuria Ibáñez Castañeda (Madrid, 1974) es una directora de cine, guionista y editora española.

## Biografía
Nuria Ibáñez nació en Madrid en 1974 y se licenció en Ciencias de la Información en la Universidad Complutense de Madrid. Después se trasladó a México en 2002 donde estudió Guion en el Centro de Capacitación Cinematográfica de Ciudad de México, ciudad en la que reside. Su trabajo se centra en el cine documental y entre sus películas se encuentran La cuerda floja (2009), El cuarto desnudo (2014) y Una corriente salvaje (2018).
Ha recibido diferentes premios y reconocimientos. Con su primera película, La cuerda floja, ganó el Premio Nuevas Miradas en el Festival Visions du Réel 2010; El cuarto desnudo se presentó y premió en festivales como el Festival Internacional de Cine de Vancouver, el Festival Internacional de Cinema de Tarragona, el de Guía de Isora y el Buenos Aires Festival Internacional de Cine Independiente, entre otros. En Nueva York se presentó en 2014 en el Anthology Film Archives y la revista Slant Magazine consideró la cinta una de las 20 películas de ese año.
En 2019 recibió el True Vision Award en el True/False Film Festival por su trabajo en el cine de no ficción.